# Щеглевское
Щеглевское — деревня в Ярославском районе Ярославской области. Входит в состав Некрасовского сельского поселения.

## География
Находится в восточной части Ярославской области на расстоянии приблизительно 18 км на север-северо-запад по прямой от железнодорожного вокзала Ярославль-Главный.

## История
Была отмечена еще на карте 1798 года. В 1859 году здесь (деревня Ярославского уезда Ярославской губернии) было учтено 15 дворов, в 1898 — 34.

## Население
Численность населения: 110 человек (1859 год), 31 (русские 94 %) в 2002 году, 33 в 2010.